# Wohnhaus Wilhelminenstraße 18
Das Wohnhaus Wilhelminenstraße 18 in der niedersächsischen Kreisstadt Cuxhaven im Landkreis Cuxhaven stammt aus dem ersten Drittel des 20. Jahrhunderts.
Aktuell (2024) wird das Gebäude durch Wohnungen genutzt.
Das Gebäude steht unter Denkmalschutz (siehe auch Liste der Baudenkmale in Cuxhaven).

## Geschichte und Beschreibung
Die Wilhelminenstraße führt in Alt-Cuxhaven in Nord-Süd-Richtung von der Annenstraße bis zur Mittelstraße. Sie wurde vielleicht benannt nach Mathilde Wilhelmine Hinck (* 1854), Tochter des Bierbrauers, Gastwirtes und Fuhrmannes Johann Hinrich Hinck, der Besitzer der Ländereien war, auf denen die Straße angelegt wurde. Die Straße war ab 1887 gepflastert. An ihrer Ostseite steht die Gruppe der vier denkmalgeschützten Wohnhäuser (Nr. 16 bis 19).

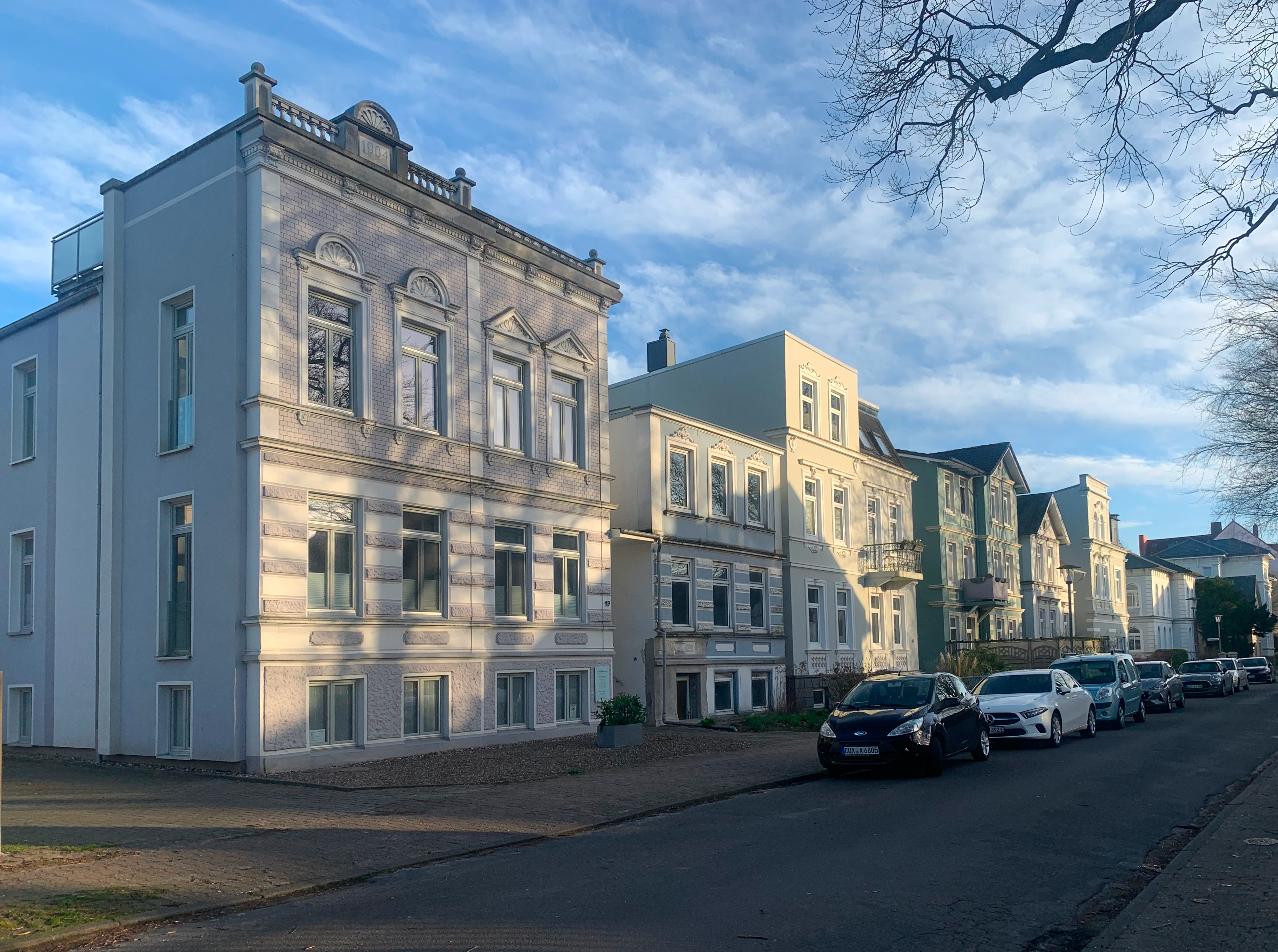
Nr. 16 bis 19

Das zweigeschossige traufständige massive Mehrfamilienhaus auf Keller, mit schiefergedecktem Mansarddach und seitlichem dreigeschossigen Risalit sowie Balkon, wurde 1901 gebaut. Die verputzte schlichte Fassade wurde gestaltet mit Mittelgesimsen und profilierten Fensterrahmungen.
Das Landesdenkmalamt befand u. a.: „… gut erhalten sind die Häuser Wilhelminenstraße 16, 17, 18 und 19 …“